# Diecezja Queenstown
Diecezja Queenstown – diecezja Kościoła rzymskokatolickiego w południowej części Republiki Południowej Afryki, w metropolii kapsztadzkiej. Powstała 20 lutego 1928 jako misja sui iuris. 29 marca 1938 została podniesiona do rangi prefektury apostolskiej, a następnie 9 kwietnia 1948 wikariatu apostolskiego. 11 stycznia 1951 uzyskała status diecezji. 